# Krzyżak rogaty
Krzyżak rogaty (Araneus angulatus) – gatunek pająka z rodziny krzyżakowatych (Araneidae). Jego nazwa pochodzi od charakterystycznego czarnego odwłoku pokrytego guzami. Za jego obszar występowania powszechnie uznaje się szeroki zakres geograficzny krainy palearktycznej. Jest on powszechny w Europie, choć dość rzadki w rejonach krajów skandynawskich, oraz Wysp Brytyjskich.
Gatunek został po raz pierwszy opisany w Aranei Svecici pracy dotyczącej monografii regionalnych grupy zwierząt na całym świecie, napisanej w 1757 roku przez szwedzkiego entomologa i arachnologa Carla Alexandra Clercka.

## Opis
Krzyżak rogaty ma ciało osiągające długość od 15 do 16 mm. Odwłok ma kształt trójkątny zwężający się ku tyłowi, a na 2 wyraźne guzy (rogi), pośrodku odwłoku znajduje się biała plamka.

## Występowanie
Krzyżak rogaty żyje na obrzeżach lasów, dróg, także wśród pól i łąk. Na znacznej części obszaru palearktycznego, w tym na obszarze Polski.

## Tryb życia
Pająki te plotą swoje koliste sieci łowne (pajęczyny) na wysokości około 1 metra, choć spotyka się je także na niższych wysokościach wśród traw, w które łowią owady, będące ich głównym pokarmem.